# Showtime (film)
Pour les articles homonymes, voir Showtime (homonymie).
Pour plus de détails, voir Fiche technique et Distribution.
Showtime ou Flics en direct au Québec (Showtime), est un film comique américain réalisé par Tom Dey et sorti en 2002.

## Synopsis
Vétéran des forces de police de Los Angeles, le sergent-détective Mitch Preston (Robert De Niro) n'a d'autre ambition que de poursuivre sans problème la pratique d'un métier qu'il exerce avec sérieux depuis plus de vingt ans. Pour l'officier-patrouilleur Trey Sellars (Eddie Murphy), la profession de policier n'est pas une fin en soi : ce n'est qu'une simple étape sur le chemin du vedettariat. Comédien refoulé, il court d'audition en audition, ruinant toutes ses chances par son amateurisme et son cabotinage lamentable.
Une nuit, Trey sabote, par excès de zèle, l'aboutissement d'une enquête de plusieurs mois qui devait permettre à Mitch d'arrêter un dangereux gang de trafiquants. Favorisée par les circonstances, la productrice Chase Renzi, assistée d'Annie, parvient à faire produire et imposer une émission de télé‑réalité policière mettant en vedette malgré lui le réaliste et bourru Mitch, qui dans l'exercice de ses fonctions se retrouve flanqué d'un caméraman et du cabotin Trey (à sa plus grande joie) comme coéquipier et partenaire‑vedette de l'émission.

## Fiche technique
- Titre original et français : Showtime
- Titre québécois : Flics en direct
- Réalisation : Tom Dey
- Scénario : Jorge Saralegui
- Décors : Jeff Mann
- Costumes : Christopher Lawrence
- Photographie : Thomas Kloss
- Musique : Alan Silvestri
- Montage : Billy Weber (en)
- Production : Will Smith (exécutif), Jane Rosenthal & Jorge Saralegui
- Sociétés de production : Tribeca Productions, Village Roadshow Pictures, Warner Bros.
- Société de distribution : Warner Bros.
- Lieux de tournage : Los Angeles (Californie) : The Westin Bonaventure Hotel and Suites - 404 S.
- Budget (estimation) : 85 000 000 $ (recettes : 37 948 765 $ arrêtées au 27 mai 2002)
- Pays d'origine :  États-Unis
- Langue originale : anglais
- Format : couleur - 35 mm - 2,35 : 1 - Camera Arriflex 535 - son Dolby Digital, SDDS, DTS
- Genre : Comédie policière
- Durée : 96 minutes
- Dates de sortie : 
  - États-Unis : 11 mars 2002
  - France : 24 avril 2002

## Distribution
- Robert De Niro (VF : Jacques Frantz ; VQ : Jean-Marie Moncelet) : Détective Mitch Preston
- Eddie Murphy (VF : Med Hondo ; VQ : François L'Écuyer) : Officier/Futur Détective Trey Sellars
- Rene Russo (VF : Véronique Augereau ; VQ : Hélène Mondoux) : Chase Renzi
- Pedro Damián (VF : Marc Alfos ; VQ : Pierre Auger) : Caesar Vargas
- Frankie Faison (VF : Sylvain Lemarié ; VQ : Benoit Rousseau) : le capitaine Winship
- William Shatner (VF : Jean-Bernard Guillard ; VQ : Mario Desmarais) : lui-même
- Nestor Serrano (VF : Olivier Cordina ; VQ : Antoine Durand) : Ray
- Drena De Niro (VF : Laura Préjean) : Annie
- Johnnie Cochran Jr (VF : Régis Ivanov) : lui-même (caméo)
- Peter Jacobson (VF : Patrice Dozier) : Brad Slocum
- Judah Friedlander (VF : Éric Etcheverry) : Julio
- Linda Hart : la serveuse

 Source et légende : version française (VF) sur RS Doublage
 Source et légende : version québécoise (VQ) sur Doublage.qc.ca

## Analyse
- Le film fait par une mise en abyme, la mise en scène et l'humour, un commentaire sur la télé-réalité et la société du spectacle ainsi que leur caractère factice, intrusif et excessif[réf. souhaitée], en confrontant la vision terre-à-terre et professionnelle du métier de policier (incarnée par Mitch), et sa vision « hollywoodienne » et fantasmée (incarnée par Trey) véhiculée à travers la fiction et les médias.